# Gran Premio Città di Camaiore
Il Gran Premio Città di Camaiore è stata una corsa in linea maschile di ciclismo su strada che si disputava annualmente nella città di Camaiore, in Italia. Dal 2005 ha fatto parte del circuito UCI Europe Tour, come prova di classe 1.1.
Dal 1949 al 1965 la competizione era riservata alla categoria dilettanti. Negli anni 1966 e 1967 furono disputate due gare, una per i dilettanti e una per i professionisti; dal 1968 al 2014 si è tenuta unicamente la prova riservata ai professionisti.
Per due edizioni, nel 1983 e nel 1990, è stata valida come prova unica del Campionato Italiano su strada. 
Dal 2013 gli organizzatori del Gran Premio di Camaiore hanno chiesto ed ottenuto lo spostamento della corsa da agosto alla fine di febbraio. 
L'ultima edizione del Gran Premio è stata disputata nel 2014. 

## Albo d'oro
Aggiornato all'edizione 2014.
| Anno | Vincitore               | Secondo                  | Terzo                    |
| ---- | ----------------------- | ------------------------ | ------------------------ |
| 1949 | Luigi Massei            | Orlando Olivieri         | Amedeo Paolinetti        |
| 1950 | Armando Fioriti         | Waldemaro Bartolozzi     | Vasco Bendinelli         |
| 1951 | Mauro Gianneschi        | Lino Ciocchetta          | Gino Cartacci            |
| 1952 | Luciano Ciancola        | Mario Ciabatti           | Gastone Nencini          |
| 1953 | Gastone Nencini         | Roberto Falaschi         | Mauro Gianneschi         |
| 1954 | Sante Ranucci           | Flaminio Giusti          | Adriano Benedettini      |
| 1955 | Dante Orlandi           | Quinto Furlani           | Paolo Guazzini           |
| 1956 | Nello Velucchi          | Secondo Finessi          | Diego Ronchini           |
| 1957 | Mario Bampi             | Livio Trapè              | Giuliano Natucci         |
| 1958 | Silvano Simonetti       | Romano Rossi             | Giuseppe Pardini         |
| 1959 | Alcide Cerato           | Emilio Giriboni          | Pietro Susta             |
| 1960 | Baldissera Veleda       | Olimpio Paolinelli       | Giovanni Sensi           |
| 1961 | Rolando Picchiotti      | Gianfranco Gallon        | Franco Bitossi           |
| 1962 | Roberto Nencioli        | Antonio Paolo Albonetti  | Danilo Ferrari           |
| 1963 | Roberto Nencioli        | Flaviano Vicentini       | Franco Lotti             |
| 1964 | Mario Anni              | Aldo Balasso             | Vittorio Bartali         |
| 1965 | Battista Monti          | Antonio Paolo Albonetti  | Pietro Guerra            |
| 1966 | Giacinto Santambrogio   | Marcello Petrucci        | Emilio Bertoloni         |
| 1966 | Bruno Mealli            | Marino Vigna             | Luciano Armani           |
| 1967 | Roberto Santini         | Aldo Montanari           | Christian Robini         |
| 1967 | Luciano Dalla Bona      | Tommaso De Prà           | Roberto Ballini          |
| 1968 | Giampiero Macchi        | Roberto Ballini          | Pietro Campagnari        |
| 1969 | Enrico Paolini          | Alberto Della Torre      | Julien Van Lint          |
| 1970 | Mauro Simonetti         | Ugo Colombo              | Adriano Passuello        |
| 1971 | Eddy Merckx             | Felice Gimondi           | Enrico Paolini           |
| 1972 | Roger De Vlaeminck      | Wilmo Francioni          | Wladimiro Panizza        |
| 1973 | Martín Emilio Rodríguez | Italo Zilioli            | Roger Swerts             |
| 1974 | Giacinto Santambrogio   | Sigfrido Fontanelli      | Roberto Poggiali         |
| 1975 | Francesco Moser         | Donato Giuliani          | Davide Boifava           |
| 1976 | Walter Riccomi          | Gary Clively             | Arnaldo Caverzasi        |
| 1977 | Franco Bitossi          | Valerio Lualdi           | Alfio Vandi              |
| 1978 | non disputato           | non disputato            | non disputato            |
| 1979 | Giuseppe Saronni        | Phil Edwards             | Pierino Gavazzi          |
| 1980 | Silvano Contini         | Pierino Gavazzi          | Carmelo Barone           |
| 1981 | Giuseppe Saronni        | Giovanni Mantovani       | Simone Fraccaro          |
| 1982 | Jean-Marie Wampers      | Sergio Santimaria        | Gianbattista Baronchelli |
| 1983 | Moreno Argentin         | Giovanni Battaglin       | Alessandro Paganessi     |
| 1984 | Roberto Ceruti          | Francesco Moser          | Pierino Gavazzi          |
| 1985 | Alberto Volpi           | Marino Amadori           | Marco Vitali             |
| 1986 | Claudio Corti           | Fabrizio Vannucci        | Gianni Bugno             |
| 1987 | Gianni Bugno            | Jesper Worre             | Claudio Savini           |
| 1988 | Rolf Sørensen           | Gianbattista Baronchelli | Stefano Tomasini         |
| 1989 | Franco Ballerini        | Maurizio Fondriest       | Rodolfo Massi            |
| 1990 | Giorgio Furlan          | Roberto Pelliconi        | Flavio Giupponi          |
| 1991 | Gianni Faresin          | Bruno Leali              | Ivan Gotti               |
| 1992 | Davide Cassani          | Gianni Faresin           | Marco Lietti             |
| 1993 | Massimo Podenzana       | Giancarlo Perini         | Fabio Roscioli           |
| 1994 | Gianluca Bortolami      | Massimo Ghirotto         | Gianni Faresin           |
| 1995 | Luca Scinto             | Francesco Casagrande     | Massimo Podenzana        |
| 1996 | Alberto Elli            | Paolo Fornaciari         | Alessandro Baronti       |
| 1997 | Aleksandr Gončenkov     | Maximilian Sciandri      | Vjačeslav Džavanjan      |
| 1998 | Andrea Tafi             | Massimo Podenzana        | Alessio Galletti         |
| 1999 | Massimo Donati          | Francesco Casagrande     | Luca Belluomini          |
| 2000 | Wladimir Belli          | Michele Bartoli          | Francesco Casagrande     |
| 2001 | Michele Bartoli         | Ivajlo Gabrovski         | Gianni Faresin           |
| 2002 | Davide Rebellin         | Gabriele Missaglia       | Francesco Casagrande     |
| 2003 | Marco Serpellini        | Danilo Di Luca           | Luca Mazzanti            |
| 2004 | Paolo Bettini           | Danilo Di Luca           | Luca Paolini             |
| 2005 | Maksim Iglinskij        | Franco Pellizotti        | Rinaldo Nocentini        |
| 2006 | Luca Paolini            | Ruslan Pidhornyj         | Mirko Celestino          |
| 2007 | Fortunato Baliani       | Gabriele Bosisio         | Kanstancin Siŭcoŭ        |
| 2008 | Leonardo Bertagnolli    | Vasil' Kiryenka          | Maurizio Biondo          |
| 2009 | Vincenzo Nibali         | Leonardo Bertagnolli     | Massimo Giunti           |
| 2010 | Kristijan Koren         | Giovanni Visconti        | Francesco Ginanni        |
| 2011 | Fabio Taborre           | Simone Stortoni          | Davide Rebellin          |
| 2012 | Esteban Chaves          | Sergej Černeckij         | Franco Pellizotti        |
| 2013 | Peter Sagan             | Diego Ulissi             | Rinaldo Nocentini        |
| 2014 | Diego Ulissi            | Matteo Montaguti         | Julián Arredondo         |